# Notonectidae
Le Notonette (Notonectidae Latreille, 1802) sono una famiglia di insetti acquatici Nepomorfi (ordine Rhynchota, sottordine Heteroptera).

## Morfologia
Sono insetti di medie dimensioni, in media 1,5 cm, con il corpo oblungo e affusolato posteriormente, convesso dorsalmente e piatto ventralmente.
Il capo è largo, privo di ocelli e con occhi grandi e reniformi. Le antenne sono brevi, composte da quattro articoli e alloggiate in riposo in fossette del cranio situate sotto gli occhi. Il rostro è breve e robusto, composto da quattro segmenti.
Il torace ha il pronoto di forma trapezoidale e lo scutello triangolare e grande. Le ghiandole odorifere metatoraciche sono presenti solo nella sottofamiglia Notonectinae. Le emielitre sono differenziate nella zona prossimale sclerificata, suddivisa in corio e clavo, e nella zona distale membranosa ma coriacea, priva di nervature. Le zampe anteriori sono raptatorie, quelle medie sono funzionalmente adattate a coadiuvare le zampe anteriori; quelle posteriori sono invece natatorie, con segmenti appiattiti e percorsi da frange dense di peli. I tarsi sono composti in genere da due segmenti ma alcune specie di Anisops portano tarsi anteriori composti da un solo segmento.
L'addome mostra ventralmente una carena longitudinale mediana bordata da lunghi peli idrofughi; nel complesso questa struttura forma due camere d'aria, collegate agli stigmi, che l'insetto utilizza per respirare durante le immersioni.

## Biologia

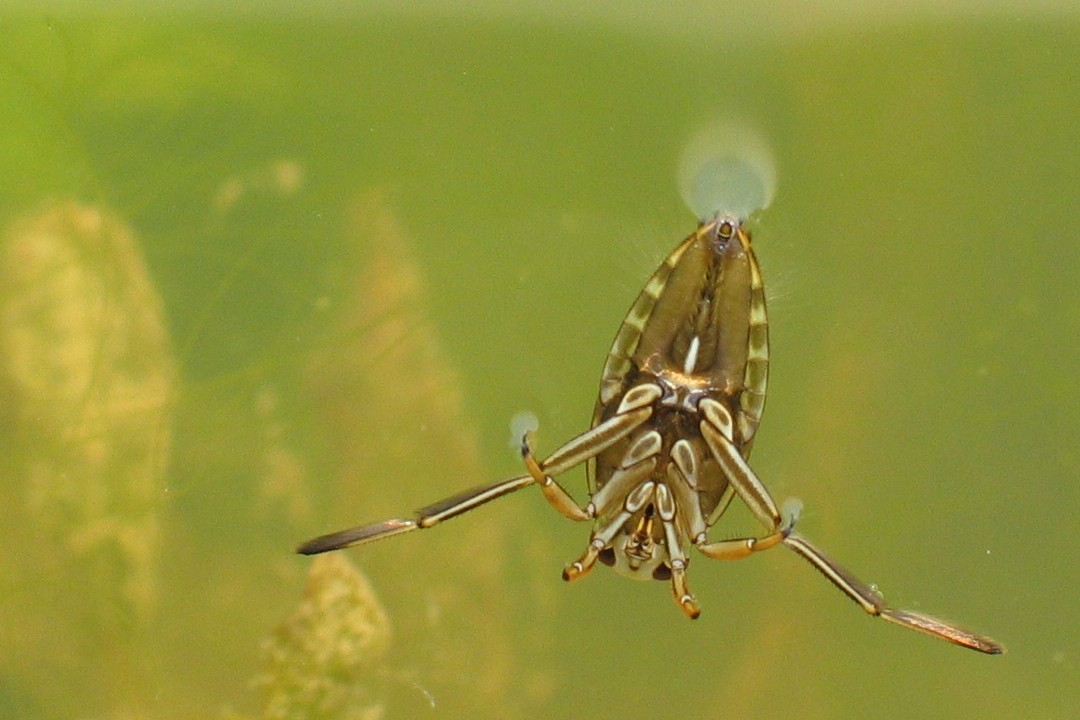
Notonecta glauca.

Le Notonette sono insetti tipicamente acquatici, anche se per respirare sfruttano la riserva d'aria che avvolge il corpo, trattenuta dalla peluria idrofuga. Colonizzano le acque calme di stagni e laghi, ma alcune specie si ritrovano anche nei corsi d'acqua o addirittura nelle piccole piscine (clorate) ad uso domestico ricreativo.
La caratteristica etologica più evidente delle notonette, condivisa però con le altre famiglie dei Notonectoidea, è quella di nuotare capovolte, con il ventre rivolto verso l'alto. Da questo singolare comportamento deriva il nome comune attribuito dagli anglosassoni alle Notonette, quello di backswimmers ("nuotatori sul retro", facendo riferimento al dorso). Nel nuoto usano le zampe posteriori alla stregua di remi, inferendo la spinta per la propulsione, caratterizzata da rapidi movimenti a scatti. Il loro peso specifico è più basso di quello dell'acqua, perciò necessitano di doversi ancorare a supporti per restare immerse quando non nuotano. In ogni modo si ritrovano generalmente in prossimità della superficie. Possono infine migrare da un sito acquatico ad un altro in volo, durante le ore notturne.
Sono voraci predatori e attaccano per lo più altri Artropodi, comprese le larve di Zanzare, e, talvolta, nonostante le modeste dimensioni, anche piccoli Vertebrati acquatici. Occasionalmente, se disturbate, possono pungere anche gli uomini, inferendo punture dolorose.
Le uova sono depositate sulla superficie di piante acquatiche, infisse nei tessuti o semplicemente incollate.

## Alimentazione umana

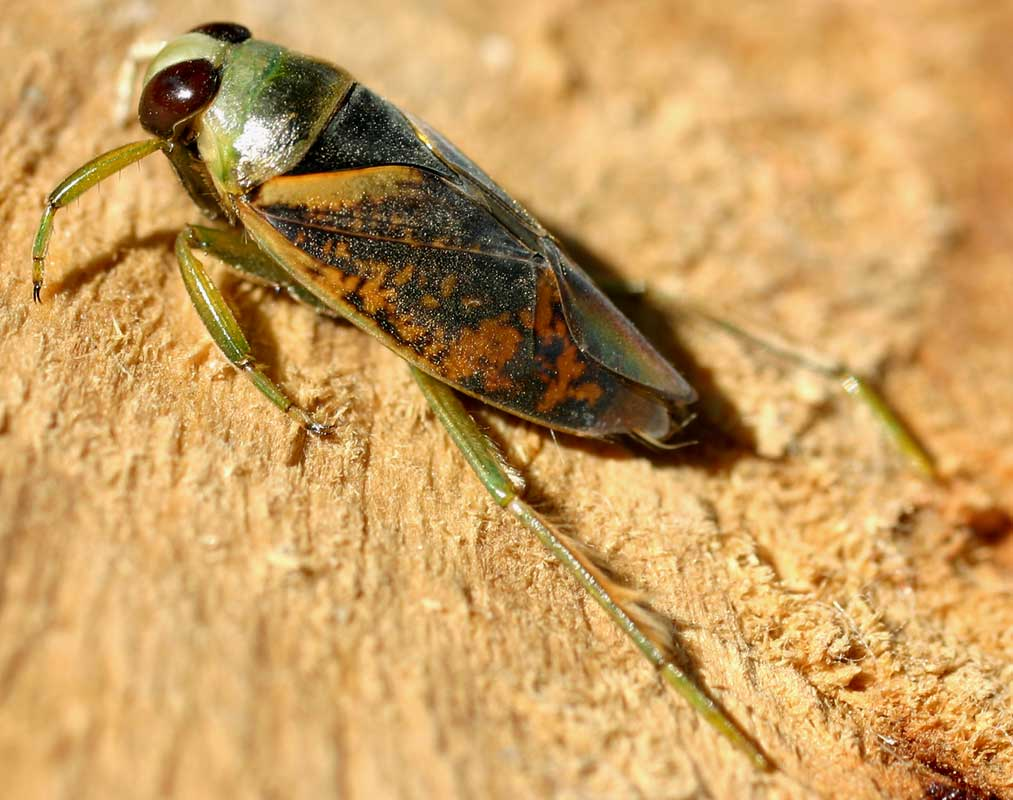
Notonecta maculata, vista dal dorso.

La specie Notonecta undulata è utilizzata nell'alimentazione umana in Birmania e Thailandia. In Thailandia sono catturate sfruttando l'attrazione esercitata dalla luce artificiale dei lampioni oppure direttamente nel loro habitat per mezzo di reti. Sono cucinate impiegandole come ingredienti in fritti misti oppure come condimento nel riso. In Birmania vengono pestate in mortaio e usate come succedanei dei gamberetti per condire zuppe e altri piatti.
In Messico è stata sfruttata, per secoli, come fonte di cibo la specie Notonecta unifasciata insieme a diverse specie di Corissidi, genericamente indicati con il nome Axayácatl. Questi Rincoti acquatici popolano con densità elevate alcuni laghi salati e le popolazioni locali usavano effettuare dei veri e propri allevamenti al fine di raccogliere le uova, usate per preparare l'ahuahutle o caviale messicano. Corissidi e Notonette erano e sono usati per l'alimentazione anche come stadi giovanili e adulti, tuttavia questo cibo è ritenuto meno prelibato.

## Sistematica
La famiglia comprende circa 350 specie ripartite fra 11 generi in due sottofamiglie:
- Anisopinae. Comprende i generi Anisops, Paranisops, Walambianisops e Buenooa.
- Notonectinae. Si suddivide in due tribù: quella dei Notonectini, comprendente i generi Aphelonecta, Enithares, Enitharoides e Notonecta, e quella dei Nychiini, comprendente i generi Martarega, Neonychia e Nychia.

In Europa sono rappresentate entrambe le sottofamiglie, con le specie più comuni comprese nei generi Anisops e Notonecta.